# 境界損壊罪
境界損壊罪（きょうかいそんかいざい）は、刑法第二編第四十章「毀棄及び隠匿の罪」に規定されている犯罪類型。土地の境界を認識できないようにすることを内容とする犯罪である（刑法262条の2）。昭和35年に新設された。

## 行為の内容
本罪は「土地の境界を認識することができないように」することを構成要件的行為とする。条文では境界標の損壊・移動・除去が例示されている。

## 法定刑
5年以下の拘禁刑又は50万円以下の罰金である。